# کلودیا آگوستا
کلودیا آگوستا (انگلیسی: Claudia Augusta; ۲۱ ژانویهٔ ۰۰۶۳ – ۰ مهٔ ۰۰۶۳) اهل روم باستان و تنها دختر امپراتور روم نرون و همسر دومش، پوپایا سابینا بود.